# Scopula uninotata
Scopula uninotata là một loài bướm đêm trong họ Geometridae.